# Calyptotis
A Calyptotis  a hüllők (Reptilia) osztályába a  pikkelyes hüllők (Squamata) rendjébe a gyíkok (Sauria)  alrendjébe és a  vakondgyíkfélék (Scincidae) családjába  tartozó nem.

## Rendszerezés
A nembe az alábbi 5 faj tartozik.
- Calyptotis lepidorostrum
- Calyptotis ruficauda
- Calyptotis scutirostrum
- Calyptotis temporalis
- Calyptotis thorntonensis